# Mikal Bridges
Pour les articles homonymes, voir Bridges.
Mikal Bridges, né le 30 août 1996 à Philadelphie en Pennsylvanie, est un joueur américain de basket-ball évoluant au poste d'ailier.

## Biographie

### Carrière universitaire
Avec les Wildcats de Villanova, il est champion NCAA en 2016 et en 2018. Après son deuxième titre universitaire il annonce son intention de se présenter à la draft 2018 de la NBA.

### Carrière professionnelle

#### Suns de Phoenix (2018 - fév. 2023)
Le 21 juin 2018, il est choisi en 10e position par les Sixers de Philadelphie puis envoyé dans la foulée aux Suns de Phoenix en échange de Zhaire Smith.
Le 2 juillet 2018, il signe son premier contrat professionnel avec les Suns.
Le 10 octobre 2019, les Suns prolongent le contrat de Bridges en activant leur option d'équipe.
Lors de la saison 2021-2022, il finit second du trophée de défenseur de l'année.

#### Nets de Brooklyn (fév. 2023 - 2024)
La veille de la fermeture du marché des transferts, Mikal Bridges est transféré vers les Nets de Brooklyn avec Cameron Johnson, Jae Crowder et plusieurs premiers tours de draft contre Kevin Durant et T. J. Warren.
Le 23 Novembre 2023, il égal sont record en carrière un inscrivant 45 points lors de la défaite 145-147 face aux Hawks d'Atlanta.
Le 3 décembre 2023, il inscrit 42 points, prends 5 rebonds et distribue 3 passes lors de la victoire 129-101 contre le magic d'Orlando.

#### Knicks de New York (depuis 2024)
Le 26 juin 2024, Mikal Bridges est transféré vers les Knicks contre Bojan Bogdanović et 5 premiers choix de draft (2025,2027,2028,2029,2031). Il découvre sa troisième franchise, et retrouve Jalen Brunson, Josh Hart et Donte DiVincenzo, ses anciens coéquipiers de Villanova où il avait été champion universitaire.

## Palmarès

### NCAA
- Champion NCAA en 2016 et en 2018

### NBA
- NBA All-Defensive First Team en 2022
- Champion de la Conférence Ouest en 2021 avec les Suns de Phoenix

## Statistiques

### Universitaires
| Saison    | Équipe    | Matchs | Titul. | Min./m | % Tir | % 3pts | % LF | Rbds/m. | Pass/m. | Int/m. | Ctr/m. | Pts/m. |
| --------- | --------- | ------ | ------ | ------ | ----- | ------ | ---- | ------- | ------- | ------ | ------ | ------ |
| 2014-2015 | Villanova | -      | -      | -      | -     | -      | -    | -       | -       | -      | -      | -      |
| 2015-2016 | Villanova | 40     | 0      | 20,3   | 52,1  | 29,9   | 78,7 | 3,20    | 0,88    | 1,05   | 0,65   | 6,35   |
| 2016-2017 | Villanova | 36     | 33     | 29,8   | 54,9  | 39,3   | 91,1 | 4,56    | 1,97    | 1,67   | 0,89   | 9,75   |
| 2017-2018 | Villanova | 40     | 40     | 32,1   | 51,4  | 43,5   | 85,1 | 5,30    | 1,93    | 1,52   | 1,07   | 17,65  |
| Carrière  | Carrière  | 116    | 73     | 27,3   | 52,5  | 40,0   | 84,5 | 4,34    | 1,58    | 1,41   | 0,87   | 11,30  |

### Professionnelles
Gras = ses meilleures performances

#### Saison régulière
Légende :
| Leader de la ligue |

| Saison    | Équipe   | Matchs | Titul. | Min./m | % Tir | % 3pts | % LF | Rbds/m. | Pass/m. | Int/m. | Ctr/m. | Pts/m. |
| --------- | -------- | ------ | ------ | ------ | ----- | ------ | ---- | ------- | ------- | ------ | ------ | ------ |
| 2018-2019 | Phoenix  | 82     | 56     | 29,5   | 43,0  | 33,5   | 80,5 | 3,22    | 2,11    | 1,57   | 0,46   | 8,34   |
| 2019-2020 | Phoenix  | 73     | 32     | 28,0   | 51,0  | 36,1   | 84,4 | 4,00    | 1,77    | 1,40   | 0,63   | 9,14   |
| 2020-2021 | Phoenix  | 72     | 72     | 32,6   | 54,3  | 42,5   | 84,0 | 4,29    | 2,11    | 1,06   | 0,88   | 13,47  |
| 2021-2022 | Phoenix  | 82     | 82     | 34,8   | 53,4  | 36,9   | 83,4 | 4,23    | 2,26    | 1,17   | 0,44   | 14,17  |
| 2022-2023 | Phoenix  | 56     | 56     | 36,4   | 46,3  | 38,7   | 89,7 | 4,34    | 3,59    | 1,16   | 0,80   | 17,23  |
| 2022-2023 | Brooklyn | 27     | 27     | 34,2   | 47,5  | 37,6   | 89,4 | 4,48    | 2,67    | 0,96   | 0,59   | 26,15  |
| 2023-2024 | Brooklyn | 82     | 82     | 34,8   | 43,6  | 37,2   | 81,4 | 4,50    | 3,60    | 1,00   | 0,40   | 19,60  |
| Carrière  | Carrière | 474    | 407    | 32,7   | 48,0  | 37,5   | 84,6 | 4,10    | 2,60    | 1,20   | 0,60   | 14,30  |

Mise à jour le 26 juin 2024

#### Playoffs
| Saison   | Équipe   | Matchs | Titul. | Min./m | % Tir | % 3pts | % LF | Rbds/m. | Pass/m. | Int/m. | Ctr/m. | Pts/m. |
| -------- | -------- | ------ | ------ | ------ | ----- | ------ | ---- | ------- | ------- | ------ | ------ | ------ |
| 2021     | Phoenix  | 22     | 22     | 32,1   | 48,4  | 36,8   | 89,3 | 4,27    | 1,64    | 1,00   | 0,68   | 11,09  |
| 2022     | Phoenix  | 13     | 13     | 38,5   | 47,8  | 39,4   | 93,3 | 4,69    | 2,85    | 1,08   | 1,00   | 13,31  |
| 2023     | Brooklyn | 4      | 4      | 39,4   | 42,9  | 40,0   | 78,3 | 5,30    | 4,00    | 0,50   | 0,50   | 23,50  |
| Carrière | Carrière | 39     | 39     | 35,0   | 47,2  | 37,9   | 87,7 | 4,50    | 2,30    | 1,00   | 0,80   | 13,00  |

Mise à jour le 26 juin 2024

## Records sur une rencontre en NBA
Les records personnels de Mikal Bridges en NBA sont les suivants, :
| Type de statistique        | Saison régulière | Saison régulière          | Saison régulière | Playoffs | Playoffs                          | Playoffs       |
| Type de statistique        | Record           | Adversaire                | Date             | Record   | Adversaire                        | Date           |
| -------------------------- | ---------------- | ------------------------- | ---------------- | -------- | --------------------------------- | -------------- |
| Points                     | 45               | 2 fois                    | 2 fois           | 31       | Pelicans de La Nouvelle-Orléans   | 26 avril 2022  |
| Paniers marqués            | 17               | @ Heat de Miami           | 15 février 2023  | 12       | 2 fois                            | 2 fois         |
| Paniers tentés             | 31               | Hawks d'Atlanta           | 22 novembre 2023 | 26       | Sixers de Philadelphie            | 20 avril 2023  |
| Paniers à 3 points réussis | 7                | 2 fois                    | 2 fois           | 4        | 3 fois                            | 3 fois         |
| Paniers à 3 points tentés  | 14               | 2 fois                    | 2 fois           | 9        | Bucks de Milwaukee                | 8 juillet 2021 |
| Lancers francs réussis     | 12               | @ Magic d'Orlando         | 26 mars 2023     | 9        | @ Pelicans de La Nouvelle-Orléans | 22 avril 2022  |
| Lancers francs tentés      | 13               | Jazz de l'Utah            | 2 avril 2023     | 9        | @ Pelicans de La Nouvelle-Orléans | 22 avril 2022  |
| Rebonds offensifs          | 5                | @ Hornets de Charlotte    | 28 mars 2021     | 3        | 3 fois                            | 3 fois         |
| Rebonds défensifs          | 10               | Trail Blazers de Portland | 13 mai 2021      | 10       | @ Clippers de Los Angeles         | 26 juin 2021   |
| Rebonds totaux             | 13               | Clippers de Los Angeles   | 12 novembre 2023 | 13       | @ Clippers de Los Angeles         | 26 juin 2021   |
| Passes décisives           | 9                | 2 fois                    | 2 fois           | 6        | Mavericks de Dallas               | 4 mai 2022     |
| Interceptions              | 7                | @ Nets de Brooklyn        | 27 novembre 2021 | 4        | Mavericks de Dallas               | 10 mai 2022    |
| Contres                    | 4                | 2 fois                    | 2 fois           | 4        | Pelicans de La Nouvelle-Orléans   | 26 avril 2022  |
| Balles perdues             | 4                | 10 fois                   | 10 fois          | 4        | 2 fois                            | 2 fois         |
| Minutes jouées             | 50               | @ Kings de Sacramento     | 20 mars 2022     | 47       | Pelicans de La Nouvelle-Orléans   | 26 avril 2022  |

- Double-double : 9
- Triple-double : 0

Dernière mise à jour : 20 février 2025

## Salaires
Les gains de Mikal Bridges en NBA sont les suivants :
| Saison      | Équipe      | Salaire      |
| ----------- | ----------- | ------------ |
| 2018-2019   | Suns        | 3 552 960 $  |
| 2019-2020   | Suns        | 4 161 000 $  |
| 2020-2021   | Suns        | 4 359 000 $  |
| 2021-2022   | Suns        | 5 557 725 $  |
| 2022-2023   | Nets        | 20 100 000 $ |
| Total Gains | Total Gains | 37 730 685 $ |
| 2023-2024   | Nets        | 21 700 000 $ |
| 2024-2025   | Nets        | 23 300 000 $ |
| 2025-2026   | Nets        | 24 900 000 $ |